# 王昱婷
王昱婷（1973年10月3日—），臺灣臺南人，輔仁大學法律系畢業，臺灣政治人物，自1999年起擔任三屆台南市立法委員，曾獲澄社、臺灣防暴聯盟及商業週刊評鑑為優秀立委，但2008年仍以些微差距連任失利；同年獲新上任的馬英九政府之邀，成為行政院青年輔導委員會主委，2011年1月底因內閣改組卸任，現已離開政壇。

## 生平

### 早年
王昱婷出身臺南政治世家，父為曾任國代及立法委員的王國清。於輔仁大學畢業後即前往北京大學攻讀，並於學成回臺後，短暫以立法委員助理與地方媒體記者兩職作為踏進政壇的跳板。

### 從政
1998年，接棒卸任立委的父親王國清，王昱婷以25歲之齡參選立法委員，並當選成為臺灣有史以來次年輕的立委，僅比同屆蕭苑瑜大9天，順利傳承家族政治命脈。
2008年立委選舉時，失守家族長期經營的安南區及傳統上深綠票倉中西區，終以九百餘票之差爆冷門敗給民主進步黨提名的時任台南市議員陳亭妃。經此象徵性一役，尋求四連霸失利後，為新任總統馬英九任命為行政院青輔會主委，出任時未滿35歲，是青輔會史上最年輕的主任委員。
2010年初，曾被視為國民黨台南市長人選呼聲極高的人物，不過時任青輔會主委的王昱婷曾表達只希望做好現有工作，沒有意願參選。
2010年五都選舉結束後，高票當選台南市長的賴清德留下立委職缺超過一年，依法須進行補選；國民黨中央有意徵召王昱婷回鍋參選台南選區立委，不過王意願不高，黨秘書長金溥聰徵詢被拒後斥責「怯戰」，使其於2011年初內閣改組後請辭，當時僅表示將返鄉「經營基層」，但其服務處早已於2008年立委選後熄燈打烊。卸任後幾乎未公開露面，淡出政壇。此後，國民黨在安南區的政治勢力幾乎被連根拔起，使其在本就艱困的臺南完全無法與民進黨抗衡，過去僅以數百票之差險勝王昱婷的陳亭妃也多次以超過六成的壓倒性得票數度當選。
值得一提的是，2020年選區重劃後的新範圍若以當年得票計算，王昱婷則會以一百餘票之差勝出，足見當年王昱婷與陳亭妃競爭之激烈。

## 選舉紀錄
| 年度 | 選舉屆數           | 選舉區           | 所屬政黨   | 得票數 | 得票率 | 當選標記 | 備註 |
| ---- | ------------------ | ---------------- | ---------- | ------ | ------ | -------- | ---- |
| 1998 | 第四屆立法委員選舉 | 臺南市選舉區     | 中國國民黨 | 31,264 | 10.59% |          |      |
| 2001 | 第五屆立法委員選舉 | 臺南市選舉區     | 中國國民黨 | 38,056 | 11.59% |          |      |
| 2004 | 第六屆立法委員選舉 | 臺南市選舉區     | 中國國民黨 | 49,261 | 15.54% |          |      |
| 2008 | 第七屆立法委員選舉 | 臺南市第一選舉區 | 中國國民黨 | 86,040 | 49.72% |          |      |

## 外部連結
- 線上大國民 Mighty People Online - 立法委員資料 – 王昱婷
- 王昱婷部落格

| 中華民國政府職務 | 中華民國政府職務                                            | 中華民國政府職務 |
| ---------------- | ----------------------------------------------------------- | ---------------- |
| 行政院           |                                                             |                  |
| 前任： 林岱樺    | 青年輔導委員會主任委員 第十六任 2008年5月20日－2011年2月9日 | 繼任： 李允傑    |